# Neal (submetralhadora)
Neal é uma submetralhadora calibre .22 LR  patenteada sob 2.436.175 durante a Segunda Guerra Mundial. A arma é incomum, uma vez que tem 5 canos rotativos.  O sistema é alimentado a partir de um carregador helicoidal inserido na parte traseira.
A doutrina do uso original da submetralhadora Neal foi baseada na estratégia de táticas de ataques relâmpagos ágeis, em vez de fogo de supressão de uma posição forte. O conceito desta arma é superar as deficiências do cartucho anular de baixa potência disparando um grande número de projéteis. A arma, portanto, depende de recuo muito baixo .22 LR e uma alta taxa de fogo de 3.000 tpm. Carece de culata, mas em vez disso tem uma aderência traseira do lado esquerdo e um apoio para o braço que permite controlar a força de repulsão ao disparar.
A submetralhadora Neal é uma arma incomum, destinada a reduzir a erosão do cano e sobreaquecimento permitindo longos períodos de fogo sustentado. Embora possa parecer assim, não está relacionada com a metralhadora Gatling, mas sim mais para uma metralhadora que muda seus canos para cada disparo. Seu funcionamento tem suas raízes no revólver automático Webley Fosbery uma vez que o parafuso retrocede contra os encaixes que giram o canhão.